# Joan R. Moschovakis
Joan Rand Moschovakis est une logicienne et mathématicienne américaine travaillant principalement en logique intuitionniste et mathématiques intuitionnistes.  Elle est professeure émérite à l'Occidental College et chercheur invité à l'université de Californie à Los Angeles.

## Biographie
Moschovakis obtient son B.A. en mathématiques à l'Université de Californie à Berkeley en 1959, son M.S. en mathématiques en 1961 et son Ph.D. à l'Université du Wisconsin à Madison en 1965 sous la direction de Stephen Kleene, avec une thèse intitulée Disjunction, Existence and *-Eliminability in Formalized Intuitionistic Analysis. Elle a été professeur de mathématiques à l'Occidental College de 1965 à 1995, émérite depuis cette date.
Elle a également enseigné dans le cadre du programme d'études supérieures en logique et algorithmes à l'université d'Athènes, en Grèce. 
Ses recherches portent sur les fondements de l'analyse intuitionniste, les interprétations intuitionnistes des mathématiques classiques, les interprétations classiques des mathématiques intuitionnistes, les règles admissibles de la logique intuitionniste, l'histoire et la philosophie de la logique intuitionniste.
Moschovakis est mariée avec Yiannis N. Moschovakis ; ils ont délivré en commun en 2014 les Lindström Lectures à l'université de Göteborg.

## Publications (sélection)
- Joan Moschovakis, « Intuitionistic Logic », dans Edward N. Zalta (éditeur), The Stanford Encyclopedia of Philosophy, hiver 2018 (lire en ligne)

- Joan Moschovakis, « The logic of Brouwer and Heyting », dans Dov M. Gabbay et John  Woods (éditeurs), Handbook of the History of Logic, vol. 5 : Logic from Russell to Church., Elsevier/North-Holland, 2009 (ISBN 9780444516206, DOI 10.1016/S1874-5857(09)70007-X, MR 2668177, CiteSeerx 10.1.1.117.9445), p. 77-125
- Joan Rand Moschovakis, « Relative lawlessness in intuitionistic analysis », Journal of Symbolic Logic, vol. 52, no 1,‎ 1987, p. 68–88 (DOI 10.2307/2273863, JSTOR 2273863, MR 877856)
- Joan Rand Moschovakis, « Can there be no nonrecursive functions? », Journal of Symbolic Logic, vol. 36, no 2,‎ 1971, p. 309–315 (DOI 10.2307/2270266, JSTOR 2270266, MR 0294087)

- Joan Moschovakis et Yiannis Moschovakis, « Intuitionism and effective descriptive set theory », Indagationes Mathematicae (N.S.), vol. 29, no 1,‎ 2018, p. 396–428 (MR 3739622)

- Joan Moschovakis, « Intuitionistic analysis at the end of time », Bulletin of Symbolic Logic, vol. 23, no 3,‎ 2017, p. 279-295 (MR 3732198)